# Combats de la poche d'Idlib (janvier-février 2017)
Pour les articles homonymes, voir Combats de la poche d'Idlib.
Guerre civile syrienne
Batailles
Les combats de la poche d'Idlib ont lieu du 19 janvier au 20 février 2017 lors de la guerre civile syrienne. Ils opposent plusieurs groupes rebelles dans le gouvernorat d'Idlib, l'ouest du gouvernorat d'Alep et le nord du gouvernorat de Hama et provoquent une réorganisation des forces en présence dans cette région.

## Prélude
Après leur défaite en décembre à la bataille d'Alep, de vives tensions opposent les groupes rebelles du nord de la Syrie. Selon le reporter du Figaro Georges Malbrunot, les djihadistes du Front Fatah al-Cham — l'ex-Front al-Nosra — blâment d'autres factions à cause de leurs échecs dans leurs tentatives pour briser le siège d'Alep : « Grâce à un noyautage, aussi patient qu'efficace, des états-majors de certains groupes rebelles par les services de renseignements syriens, épaulés par le GRU, Damas et ses alliés étaient au courant de la plupart des mouvements tactiques de leurs ennemis. Ce qui, après coup, a rendu furieux les djihadistes du Front Fatah al-Cham, qui coopéraient avec les autres rebelles d'Alep-Est pour survivre aux bombardements intensifs de l'aviation syrienne. Autre conséquence de cette opération d'infiltration, une très vive paranoïa s'est emparée depuis des mouvements rebelles défaits ».
Le 29 décembre 2016, un cessez-le-feu est conclu entre le régime et l'opposition par l'intermédiaire de la Russie, de l'Iran et de la Turquie ; et le 23 janvier 2017, une conférence de paix (ru) s'ouvre à Astana. Cependant le Front Fatah al-Cham fait part de sa vive opposition et condamne ces pourparlers qui sont selon lui une tentative visant à « détourner le cours de la révolution pour l'orienter vers une réconciliation avec le régime criminel » de Bachar el-Assad.
Exclu des pourparlers à cause de ses liens avec al-Qaïda et hostile à toute négociation, le Front Fatah al-Cham subit également à cette période une intensification des frappes aériennes de la coalition,,. Il crie alors au complot et accuse plusieurs autres groupes d'avoir conclu un accord contre lui et d'être les complices des Américains,.
Environ 50 000 à 70 000 rebelles, et deux millions de civils sont présents dans la poche d'Idlib, au nord-ouest de la Syrie — comprenant le gouvernorat d'Idlib, l'ouest du gouvernorat d'Alep et le nord du gouvernorat de Hama — les deux groupes les plus puissants dans cette région sont le Front Fatah al-Cham et Ahrar al-Cham,,. En 2015 et 2016, le Front al-Nosra, puis le Front Fatah al-Cham, avait ouvert à plusieurs reprises des discussions avec Ahrar al-Cham, dans le but d'opérer une fusion entre les deux mouvements, mais elles s'étaient achevées sans résultat. Ahrar al-Cham est alors divisé à propos des négociations d'Astana : une tendance « modérée », proche de la Turquie, s'y montre plutôt favorable, mais une tendance plus « radicale » y est hostile,.

## Déroulement
Des affrontements finissent par éclater entre rebelles dans le gouvernorat d'Idlib et l'ouest du gouvernorat d'Alep. Les premiers heurts ont lieu le 19 janvier, lorsque des hommes du Front Fatah al-Cham attaquent Ahrar al-Cham à son quartier-général et au poste-frontière de Bab al-Hawa (en). Des combats ponctuels avaient déjà opposé à plusieurs reprises le Front al-Nosra, puis le Front Fatah al-Cham, à des groupes de l'Armée syrienne libre et s'étaient à chaque fois achevés à l'avantage des djihadistes ; mais les affrontements de janvier 2017 prennent une ampleur inédite.
Dans la nuit du 23 au 24 janvier, le Front Fatah al-Cham passe à l'offensive. L'attaque est menée à l'aube contre une base de l'Armée des Moudjahidines, dans un secteur limitrophe entre le gouvernorat d'Idlib et le gouvernorat d'Alep,,. D'autres combats éclatent le même jour entre le Front Fatah al-Cham et Ahrar al-Cham dans les régions d'Idleb et Alep,. Le 25 janvier, l'Armée des Moudjahidines est mise en déroute et le territoire sous son contrôle passe aux mains des djihadistes. D'autres factions sont assaillies dans le 
gouvernorat d'Idleb et les djihadistes progressent également vers le poste-frontière de Bab al-Hawa, une porte vers la Turquie vitale pour le ravitaillement des rebelles.
Le 25 janvier, plusieurs groupes rebelles attaqués par les djihadistes — Fastaqim Kama Umirt, Suqour al-Cham, Kataeb Thuwar al-Cham, l'Armée des Moudjahidines, et les branches régionales de Jaych al-Islam et du Front du Levant — décident de fusionner au sein d'Ahrar al-Cham pour obtenir sa protection,,. Le 26 janvier, Ahrar al-Cham prévient qu'une attaque contre une de ces factions équivaudra à une « déclaration de guerre ». Trois jours plus tard, le Front Fatah al-Cham fusionne à son tour avec d'autres groupes — le Harakat Nour al-Din al-Zenki, le Front Ansar Dine, le Liwa al-Haq et Jaych al-Sunna — pour former un nouveau mouvement : Hayat Tahrir al-Cham,. Celui-ci bénéficie ensuite des ralliements d'Ansar al-Cham, et de plusieurs combattants de la tendance la plus « radicale » d'Ahrar al-Cham qui font défection,,,,.
Le 26 janvier, les combats se poursuivent ; ils s'interrompent finalement au bout d'une dizaine de jours, après avoir fait plusieurs dizaines de morts selon l'Observatoire syrien des droits de l'homme (OSDH).
Mais la situation se complique encore avec l'implication de Jound al-Aqsa. Ce groupe djihadiste, actif au nord du gouvernorat de Hama et au sud du gouvernorat d'Idlib, avait prêté allégeance au Front Fatah al-Cham en octobre 2016, afin d'obtenir sa protection après des combats contre Ahrar al-Cham qui l'accusait d'être lié à l'État islamique. Mais le 23 janvier 2017, le Front Fatah al-Cham annonce qu'il rejette Jound al-Aqsa et annule son allégeance. Le 8 février 2017, Jound al-Aqsa change de nom et devient le Liwa al-Aqsa,. Le même jour, il attaque Ajnad al-Cham, le Liwa al-Maghawir et Saraya al-Ghurabaa dans la région de Kafr Zita et s'empare de 17 villages. Le 13 février les affrontements éclatent cette fois contre Hayat Tahrir al-Cham. Un kamikaze attaque notamment un poste du Front Fatah al-Cham et fait neuf morts. 
Les 9 et 13 février, les hommes du Liwa al-Aqsa massacrent près de Khan Cheikhoun environ 150 à 200 prisonniers rebelles appartenant à des groupes de l'Armée syrienne libre — principalement Jaych al-Nasr, Faylaq al-Cham et Al-Forqat al-Wasti — et à Hayat Tahrir al-Cham,,,.
Selon l'OSDH, Hayat Tahrir al-Cham s'empare de six villages le 13 et le 14 février et au moins 69 combattants sont tués en 24 heures,,. Les hommes de Tahrir al-Cham progressent ensuite dans les environs de Khan Cheikhoun et Morek,. Selon l'OSDH, en plus des massacres, au moins 52 hommes du Liwa al-Aqsa et 32 de Hayat Tahrir al-Cham sont tués au combat. Le 20 février, des avions d'une force non identifiée bombardent également un dépôt de munitions du Liwa al-Aqsa à al-Khazzanat, au sud-est de Khan Cheikhoun, faisant au moins neuf morts et 25 blessés parmi les djihadistes. 
À la mi-février, un accord est conclu pour mettre fin aux combats. Le Liwa al-Aqsa est dissout : le 20 février, une partie de ses combattants évacue le gouvernorat de Hama pour rejoindre l'État islamique à Raqqa, d'autres préfèrent rallier le Parti islamique du Turkestan,.

## Conséquences
Les combats se terminent à l'avantage de Hayat Tahrir al-Cham qui consolide son emprise dans la poche d'Idlib. Après leur victoire à la bataille d'Alep, le régime et l'Iran estiment désormais que le temps joue en leur faveur dans cette région et tournent plutôt leurs forces contre l'État islamique, dans l'est de la Syrie. Selon Benjamin Barthe, reporter pour Le Monde : « de fait, depuis le début de l’année, le nord-ouest de la Syrie, en plus d’être régulièrement bombardé par l’aviation russe et syrienne, est prisonnier d’un maelström de conflits entre groupes armés. Des mini-guerres dans la grande guerre, qui tournent régulièrement à l’avantage de Fatah Al-Cham et d’autres factions extrémistes, au détriment des groupes plus modérés, labellisés Armée syrienne libre (ASL). [...] La région d’Idlib sombre insensiblement sous la coupe des djihadistes. [...] Lâchés par les Américains, les groupes de l’ASL font désormais face à un choix cornélien : soit rester dans la région d’Idlib, où ils constituent une proie facile ; soit l’abandonner, pour rejoindre plus à l’est le « Bouclier de l’Euphrate », l’opération anti-EI patronnée par la Turquie. Dans les deux cas, les djihadistes sont gagnants. Une aubaine pour le régime, qui a toujours cherché à se présenter comme un rempart contre les extrémistes ».